# Heptathela amamiensis
Espèce
Synonymes
- Heptathela kimurai amamiensis Haupt, 1983

Heptathela amamiensis est une espèce d'araignées mésothèles de la famille des Liphistiidae.

## Distribution
Cette espèce est endémique d'Amami Ō-shima dans les îles Amami dans l'archipel Nansei au Japon,.

## Description
La femelle holotype mesure 12,0 mm.
Le mâle décrit par Xu, Ono, Kuntner, Liu et Li en 2019 mesure 12,85 mm et les femelles de 11,08 à 16,90 mm.

## Systématique et taxinomie
Cette espèce a été décrite sous le protonyme Heptathela kimurai amamiensis par Haupt en 1983. Elle est élevée au rang d'espèce par Ono et Nishikawa en 1989.

## Étymologie
Son nom d'espèce, composé de amami et du suffixe latin -ensis, « qui vit dans, qui habite », lui a été donné en référence au lieu de sa découverte, les îles Amami.

## Publication originale
- Haupt, 1983 : « Vergleichende Morphologie der Genitalorgane und Phylogenie der liphistiomorphen Webspinnen (Araneae: Mesothelae). I. Revision der bisher bekannten Arten. » Zeitschrift für Zoologische Systematik und Evolutionsforschung, vol. 21, p. 275-293 (de).